# نبرد فاریسکور (۱۲۱۹)
نبرد فاریسکور (انگلیسی: Battle of Fariskur) در سال ۱۲۱۹ و طی جنگ صلیبی پنجم میان نیروهای صلیبی به رهبری جان برین و پلاجیو گالوانی و ایوبیان به رهبری الکامل همزمان با محاصره دمیاط به وقوع پیوست که با پیروزی نیروهای ایوبی همراه بود. با این حال این پیروزی تاثیر اندکی برای ایوبیان در مصر داشت.